# Річа
Річа (рос. Рича) — село Агульського району, Дагестану Росії. Входить до складу муніципального утворення Сільрада Ричинська.
Населення — 1267 (2010).

## Історія
Надпис на соборній мечеті села свідчить про напад монголів на Дагестан в 1239 р. 25 днів агули з іншими народами Дагестану чинили опір монголам.
Ще до приходу монголів, село було великим населеним пунктом з міцною фортецею на високій горі. Недалеко від фортеці були «ворота». Тут, з двох боків річки Чірах-чай височали спостережні башти. Без дозволу володаря Річі ніхто не міг зайти чи вийти з цих «воріт». Оборонні башти мали сполучені ходи з головною фортецею. Правитель Річі Сабадж ібн Сулейман прийняв ряд мір спрямованих на те щоб не допустити повторному нападу монголів, і в 1241 р. звів нову фортецю. Але це не помогло. Подальше піврічне перебування монголів привело до сильного придавлення народу та знищенню багатьох поселень.
Річа було сім раз вщент розбите і заново збудоване.
У 1926 році село належало до Кюрінського району.

## Населення
За даними перепису населення 2002 року в селі мешкало 1291 осіб. В тому числі 638 (49.41 %) чоловіків та 653 (50.58 %) жінок.
Переважна більшість мешканців — агульці (99 % від усіх мешканців). У селі переважає агульська мова.
У 1926 році в селі проживало 885 осіб.